# Hesperomeles pachyphylla
Hesperomeles pachyphylla là loài thực vật có hoa trong họ Hoa hồng. Loài này được (Pittier) Killip mô tả khoa học đầu tiên năm 1934.